# Ameyaltepec
Ameyaltepec är en ort i Mexiko.   Den ligger i kommunen Eduardo Neri och delstaten Guerrero, i den södra delen av landet, 170 km söder om huvudstaden Mexico City. Ameyaltepec ligger 883 meter över havet och antalet invånare är 951.
Terrängen runt Ameyaltepec är huvudsakligen kuperad, men söderut är den bergig. Runt Ameyaltepec är det ganska glesbefolkat, med 31 invånare per kvadratkilometer. Närmaste större samhälle är Mezcala, 10,6 km väster om Ameyaltepec. I omgivningarna runt Ameyaltepec växer huvudsakligen savannskog.